# دارکار گوگ
دارکار گوگ (به لاتین: Darkar Gewog) یک منطقهٔ مسکونی در بوتان است که در ناحیه وانگدودودرنگ واقع شده‌است.